# 姬就
姬就，是周公的后裔。新朝始建国元年（公元9年）之前，被封为褒鲁子。
西汉时封鲁顷公的后代公子宽、公孙相如为褒鲁侯，王莽将褒鲁侯降爵，改褒鲁侯为褒鲁子。